# ユーペニフェルジン
ユーペニフェルジン（英語: Eupenifeldin）は、ペニシリウム・ブレフェルディアナムから単離された細胞毒性ビストロポンである。